# Johannes Renneteau

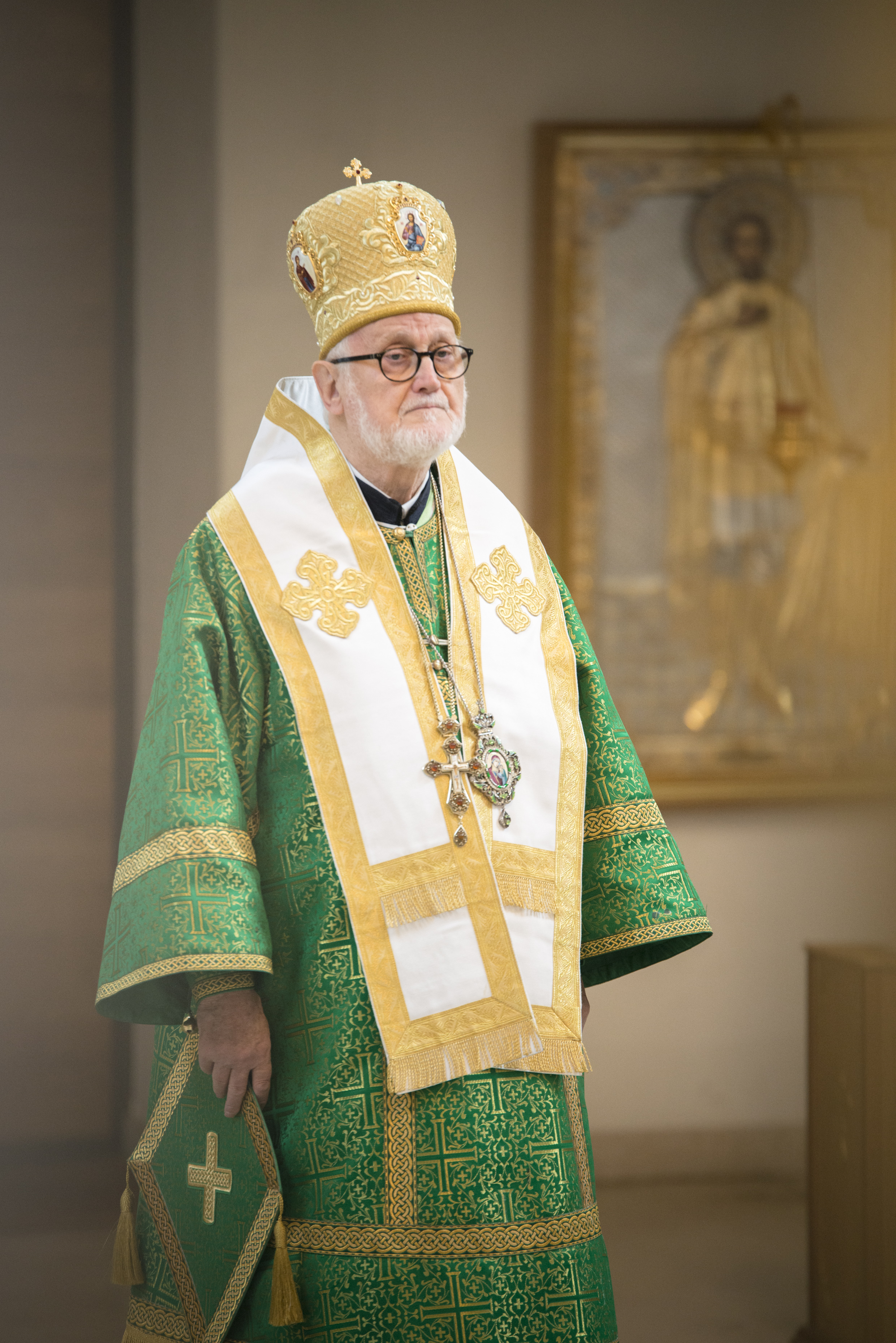
Johannes Renneteau, 2020

Johannes von Dubna (* 13. November 1942 in Bordeaux Jean-Pierre Renneteau) ist seit 2019 Metropolit des Erzbistums der orthodoxen Gemeinden russischer Tradition in Westeuropa des Moskauer Patriarchats.

## Leben
Jean Renneteau studierte von 1967 bis 1974 am Institut de Théologie Orthodoxe Saint-Serge in Paris. Er wurde 1974 zum Priester geweiht und war anschließend für die Sendung Orthodoxie auf France 2 zuständig. 1976 wurde er Priester der französischsprachigen orthodoxen Gemeinde Sainte-Catherine-Sainte-Trinité in Chambésy bei Genf.
Am 13. Februar 2015 wurde er vom Heiligen Synod des Ökumenischen Patriarchats zum Erzbischof von Charioupolis gewählt und dem Exarchat der orthodoxen Gemeinden russischer Tradition in Westeuropa mit Sitz in Paris zugewiesen.
Am 3. März 2015 wurde er in der Georgskathedrale in Istanbul eingesetzt, am 15. März 2015 in der Kirche St. Paul des Centre orthodoxe du Patriarcat œcuménique de Chambésy zum Bischof geweiht. Am 28. November 2015 wurde er Locum tenens für den zurückgetretenen Exarchen Job von Telmessos. Am 28. März 2016 schlug ihn die außerordentliche Generalversammlung des Exarchats der orthodoxen Gemeinden russischer Tradition in Westeuropa zum neuen Exarchen vor, dazu wurde er am 22. April 2016 vom Heiligen Synod gewählt.
Seit September 2019 verwaltet er die Gemeinden der russischen Tradition in Westeuropa, die sich der Russischen Orthodoxen Kirche angeschlossen haben.
Am 3. November 2019 überreichte Patriarch Kirill bei der Liturgie in der Christ-Erlöser-Kathedrale in Moskau Erzbischof Johannes die Patriarchal- und Synoden-Charta zur Wiederherstellung der Einheit des Erzbistums mit der Russisch-Orthodoxen Kirche und erhob ihn in den Rang eines Metropoliten.

## Veröffentlichungen
- mit Marie-Madeleine Davy, Armand Abécassis, Mohammad Mokri: Le Thème de la lumière dans le judaïsme, le christianisme et l'Islam. Berg International, Paris 1976.
- mit Marie-Madeleine Davy: La lumière dans le christianisme. Éd. du Félin, Paris 1989, ISBN 2-86645-050-7.